# Gabriela Toma
Gabriela Larisa Toma (Bucarest, 20 dicembre 1974) è un'ex cestista rumena.
Alta 190 cm, giocava come centro.

## Carriera
Con la Romania ha disputato tre edizioni dei Campionati europei (2001, 2005, 2007).